# Секстон, Дэн
Дэн Секстон (англ. Dan Sexton; род. 29 апреля 1987, Апл-Валли, Миннесота, США) — американский профессиональный хоккеист, нападающий.

## Биография
Первой командой Дэна Секстона был хоккейный клуб университета Боулинг Грин, выступавший в Национальной ассоциации студенческого спорта, где хоккеист провел 76 матчей, забросив 24 шайбы и набрав в общей сумме 60 очков. После окончания высшего учебного заведения Секстон, являвшийся свободным агентом, 7 апреля 2009 года подписал контракт с клубом «Анахайм Дакс». Сезон 2009/10 начал в молодёжном клубе «Бейкерсфилд Кондорс», откуда был вызван в основную команду, и дебютировал в НХЛ 4 декабря 2009 года против команды «Миннесота Уайлд». Первую шайбу в НХЛ хоккеист забросил 8 декабря против «Даллас Старз». В этом матче ему удалось отличиться дважды, благодаря чему «Анахайм» одержал победу со счётом 4:3. 11 июля 2011 года Дэн подписал новый контракт с клубом сроком на два года по двусторонней системе. 11 марта 2013 года игрок был обменян на Кайла Уилсона, игрока команды «Тампа-Бэй Лайтнинг».
Сезон 2013/14 Секстон начал в финском хоккейном клубе ТПС, в середине сезона перешёл в нижнекамский «Нефтехимик». В национальной сборной дебютировал на чемпионате мира 2015 года, завоевав бронзовые медали первенства. В июне 2015 года Дэн Секстон продлил контракт с «Нефтехимиком» на один год.
В 2018 году перешёл из «Нефтехимика» в «Автомобилист» подписав двухлетний контракт с клубом из Екатеринбурга.
26 декабря 2020 года забросил все три шайбы в матче между «Автомобилистом» и своим бывшим клубом «Нефтехимиком».
В 2021 году по окончании контракта с «Автомобилистом» перешёл обратно в «Нефтехимик». Последний матч за «Нефтехимик» сыграл 3 марта 2022 года.
Всего в КХЛ сыграл 398 матчей и набрал 306 очков (107+199). В плей-офф Кубка Гагарина и Кубка Надежды сыграл 28 матчей и набрал 12 очков (4+8).
В сезоне 2022/23 выступал за шведский клуб «Векшё Лейкерс», после чего завершил карьеру.

## Статистика
| Легенда | Легенда                    | Легенда | Легенда                   | Легенда | Легенда    |
| ------- | -------------------------- | ------- | ------------------------- | ------- | ---------- |
| И       | Количество проведённых игр | Штр     | Штрафное время            | +/−     | Плюс-минус |
| Г       | Голы                       | П       | Голевые передачи          | О       | Очки       |
| -       | Статистика неизвестна      | —       | Статистика не учитывалась |         |            |